# Thorndon (Nouvelle-Zélande)
Thorndon est historiquement  une banlieue interne de la cité de Wellington, la capitale de la Nouvelle-Zélande située dans le sud de l’Île du Nord.

## Situation
Dans la mesure où la banlieue est située à un niveau relativement élevé comparée au terrain des collines environnantes, elle contenait les zones résidentielles de l’élite de Wellington jusqu’à ce que les meilleures implantations soient détruites en 1960 par la construction d’une nouvelle autoroute urbaine (en) et l’érection de grands bâtiments de bureaux sur le site des magasins de détail de  Shuttleworth Street dans  Wellington au niveau de Molesworth Street et des services commerciaux.

## Toponymie
Avant que la ville de Thorndon ne soit nommée ainsi, elle était connue sous le nom de Haukawakawa et en 1824, le Pipitea På était installé à son extrémité sud.
Plus récemment, le marae de Pipitea et les terrains du centre du gouvernement ont été séparés de Thorndon et le nom de Pipitea leur revint en  2003.
Les mises en valeur ont été inclus dans la nouvelle banlieue de Pipitea.
Pipitea est dit avoir été nommée pour le pipi beds le long de Thorndon Quay.

## Situation

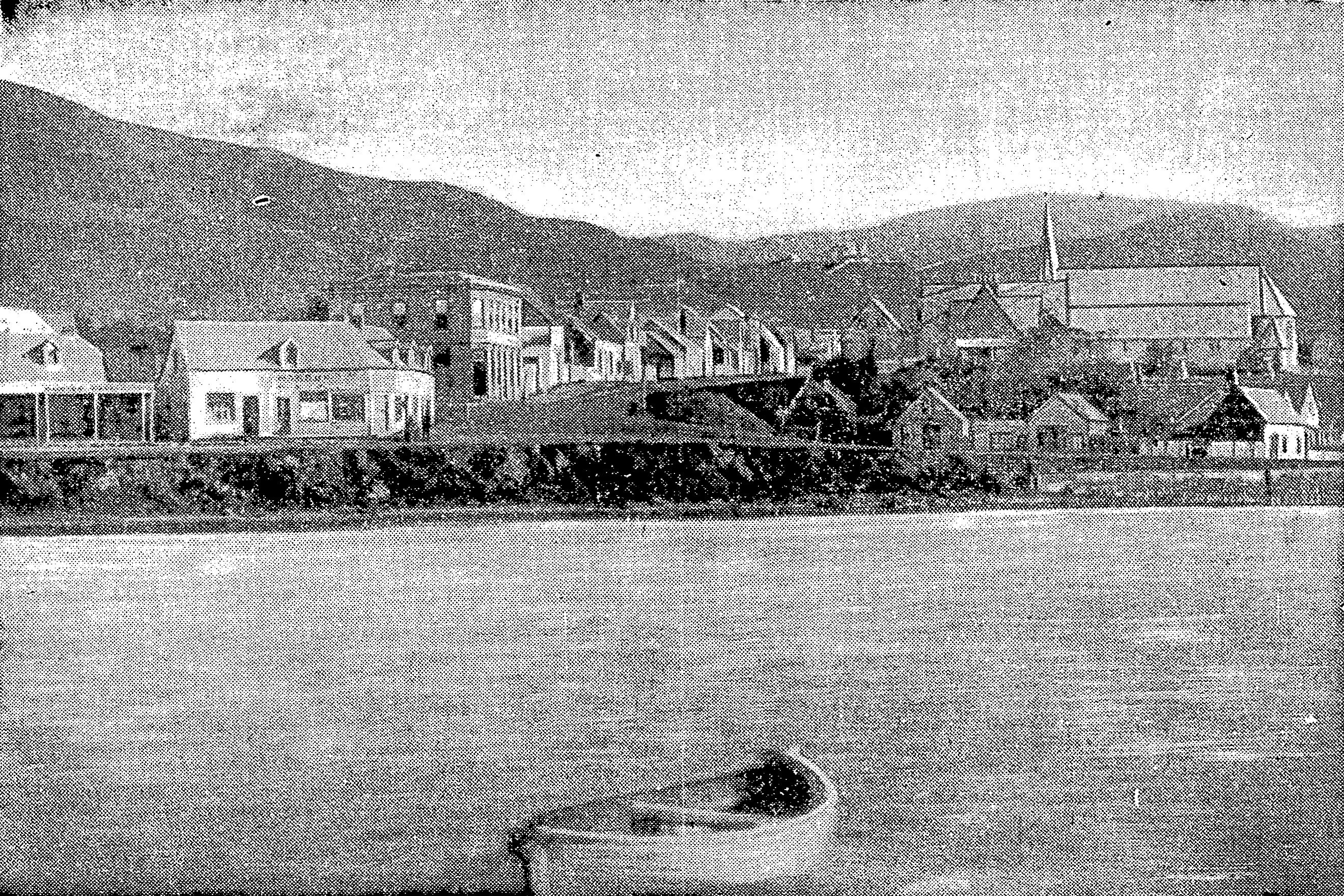
Quai de Thorndon — Mulgrave Street
le pa de Pipitea est en arrière plan à droite, la cathédrale St Paul derrière le pa.
Thistle Inn est légèrement vers la gauche du centre de l’image, qui date de 1866.

La zone de Thorndon combine le domicile du gouvernement et des logements de très haut standing.
Elle est localisée dans l’extrémité nord du District central d’affaires de Wellington.
Thorndon comme Te Aro est une des quelques zones relativement plates du port de Wellington.

## Histoire
Les Ngāti Mutunga s’établirent dans leur village fortifié de Taranaki, nommé Pipitea Pā en 1824 sur le terrain plat de Haukawakawa.
Quand les Ngāti Mutunga le quittèrent sur leurs bateaux en direction de Rodney en 1835, s’installant dans les îles Chatham, Te Āti Awa occupa le pā.
L’importance du pā déclina après la colonisation européenne, bien que quelques personnes y restèrent jusqu’au début du XXe siècle.
Il y avait un autre village à proximité du no 191 Thorndon Quay et près de la jonction de Hobson Street avec Fitzherbert Terrace.
Les jardins du pā atteignaient le terrain du Parlement et celui du jardin botanique de Wellington (en).
Une partie du site du pā fut ouvert en 1980 comme marae urbain.
Le site transféré vers Te Āti Awa/Taranaki whānui comme faisant partie de l’installation locale du Traité de 2009.
Le marae de Pipitea et sa maison de rencontre nommée Te Upoko o te Ika a Māui sont un lieu de rassemblement pour les Taranaki Whānui ki te Upoko o te Ika (en) et les Te Āti Awa , .

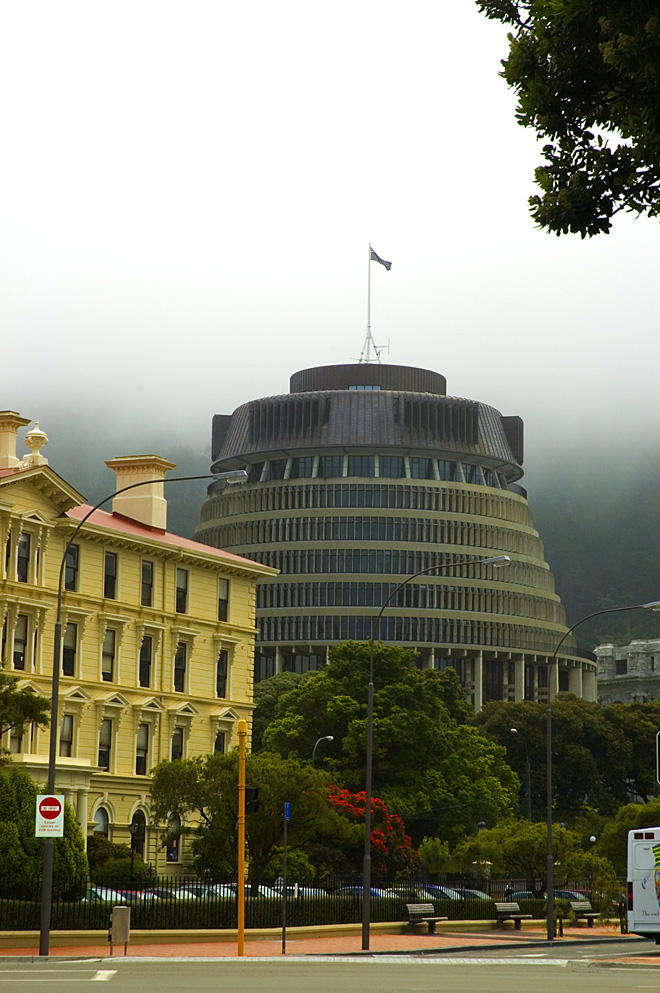
Bâtiment Beehive du Parlement de la Nouvelle-Zélande
et le ancien bâtiment en bois de l’administration du gouvernement sur les terrains mis en valeur depuis

L’emplacement plat de Haukawakawa / Thorndon devint donc de fait un secteur significatif du Port Nicholson (en), qui était la première installation des européens dans le secteur en 1840.
S C Brees le décrivit en 1848 comme « le petit bout de la ville ».
Les colons européens construisirent leurs maisons le long du village maori de Pipitea et la New Zealand Company dénomma l’ensemble des habitations de Thorndon d’après le domaine de thorndon Hall de W. H F Petre (en), qui était l’un de ceux, qui en était directeur de la compagnie à cette époque.

## Limites géographiques

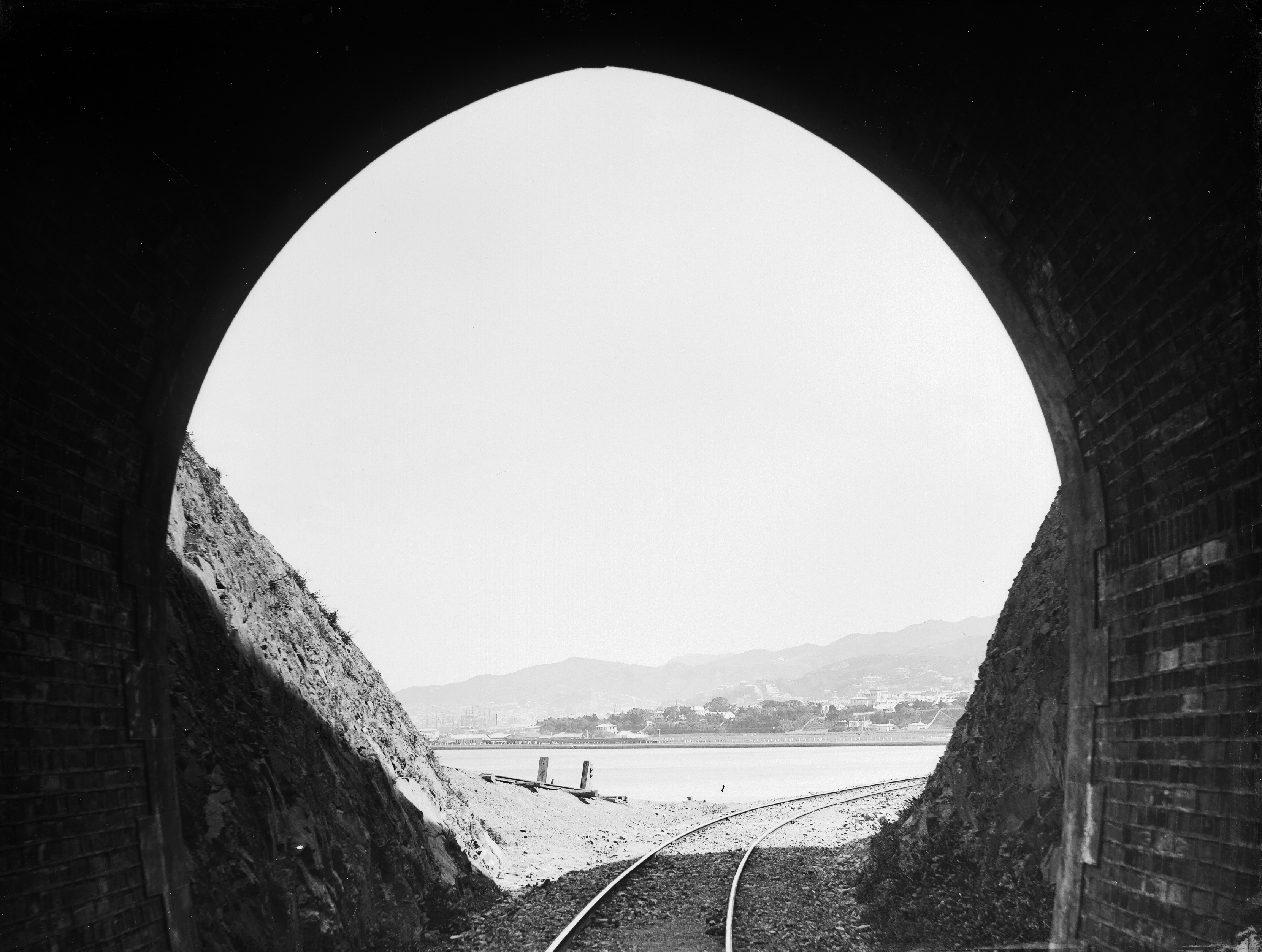
Thorndon en 1880, vue de l’intérieur du tunnel de Kaiwarra.

Thorndon occupe l’extrémité nord d’une étroite plaine côtière, qui forme le cœur de Wellington.
Elle est flanquée par des collines vertes des banlieues de Wadestown et de Kelburn vers l’ouest et le sud, et Pipitea vers le sud et l’est avec le Centre du Gouvernement, le marae et les installations du port de Wellington (en).
Les limites de la banlieue de Thorndon forment approximativement un triangle.
Partant du coin le plus bas au sud-ouest, à l’intersection de lenmore St et Collins Tce, la frontière remonte à travers les collines de Tinakori Hill, traverse à travers Weld St et passe le long vers Baker St.
Puis la limite suit le côté ouest de Thorndon Quay en descendant jusqu’à Hill St, où elle passe à travers Bowen St, Tinakori Road et Glenmore St jusqu’à Collins Tce.

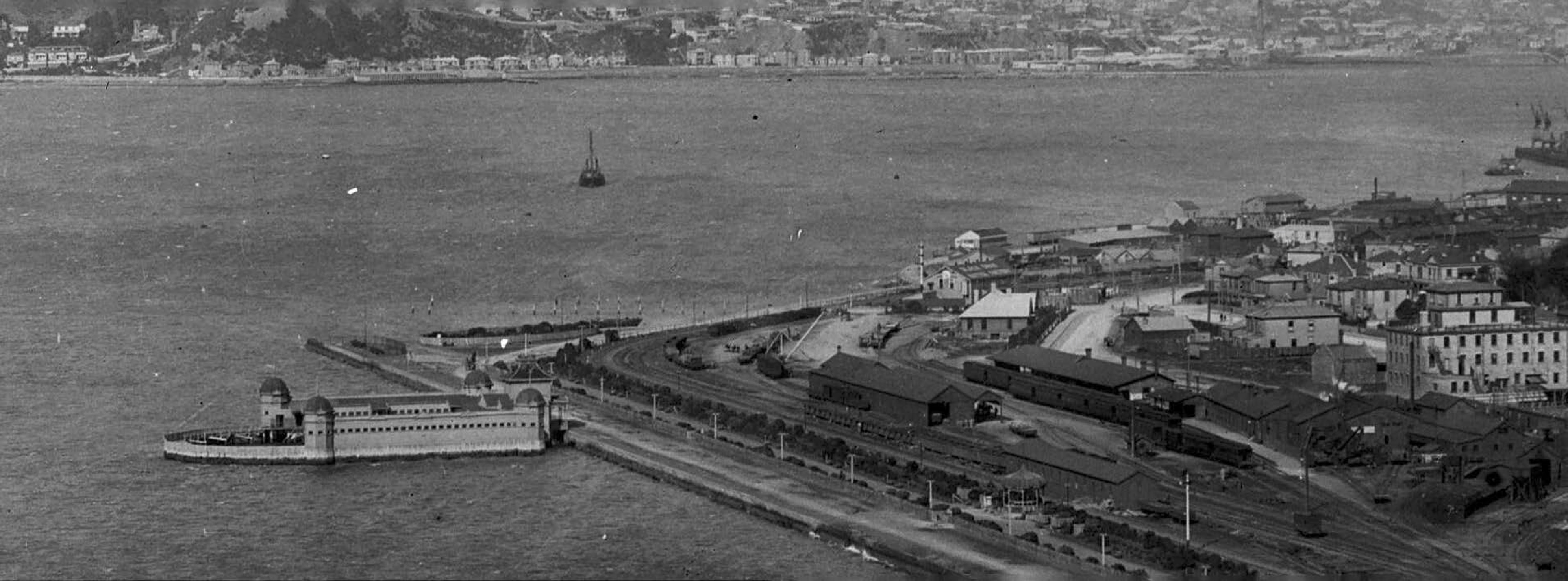
La zone de Pipitea Point vers 1905.

La nouvelle banlieue de Pipitea fut créée et ses limites furent fixées lors d’une rencontre plénière du conseil de Wellington (en) le 20 août 2003.
Après cette époque, la banlieue changea de nom surtout pour recevoir l’autorisation du board du New Zealand Geographic Board pour les limites au niveau du site du Pā de Pipitea et d’Old St Paul sur le côté intérieur de Thorndon Quay, sur des terres contestées mais mises en valeur à l’est et au sud de Thorndon Quay et Hutt Road à partir de la ligne de côte de Kaiwharawhara vers Whitmore Street.
Le Centre du Gouvernement bordé par Kate Sheppard Place (autrefois Sydney Street Est), Hill Street, Sydney Street Ouest, Bowen Street et les terres mises en valeur.

## Institutions nationales
Les bâtiments du parlement de la Nouvelle-Zélande (en) sont localisés dans la ville de Thorndon.
Thorndon est aussi le siège d’institutions nationales comme :
- la cour d’appel (en) ;
- la Haute Cour ;
- la Cour suprême située sur Lambton Quay (en) face au Parlement ;
- la Bibliothèque nationale de Nouvelle-Zélande ;
- les archives de Nouvelle-Zélande (en) ;
- Déplacé depuis l'arrière du Parlement dans la Museum Street vers un bâtiment plus vaste construit à cet effet et situé dans le bâtiment du musée du Dominion (en) dans la Buckle Street avant la seconde guerre mondiale. En 1998, il est transféré au bord du port où il se trouve aujourd'hui sous le nom de Te Papa Tongarewa.

La ville de Thorndon possède deux cathédrales : la cathédrale St Paul de Wellington (en) construite entre 1937 et 1998 pour remplacer la Pro-cathédrale connue maintenant comme Old St Paul's (en), qui avait remplacée elle-même une église sur le site de Beehive en 1844, et la cathédrale du Sacré-Cœur de Wellington catholique romaine, située dans Hill Street et ouverte en 1901 pour remplacer la cathédrale St Mary de Wellington (en) datant de 1851 détruite précédemment et située dans Eccleston Hill.

## Éducation
Les écoles localisées dans la banlieue de Thorndon comprennent :
- collège de fille de Wellington (en),
- collège St Mary (en),
- collège Queen Margaret (en)
- et les écoles primaires de Thorndon School (en) et
- école de la cathédrale du Sacré Cœur (en).

## Évènements

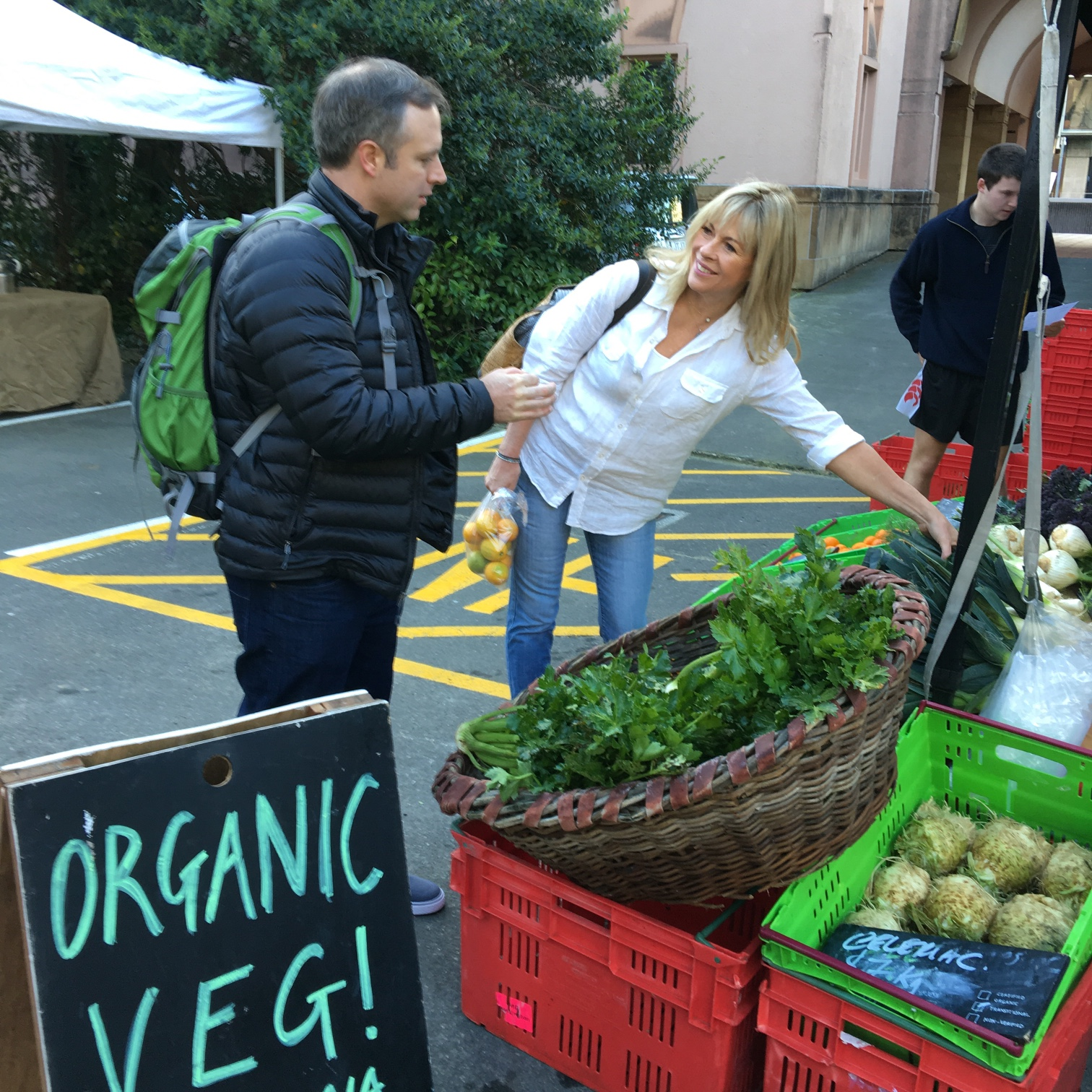
Marché des fermiers sur le parking de la cathédrale.

Le Marché des fermiers de tient chaque samedi dans Hill Street.
La foire de Thorndon se tient annuellement, habituellement le premier dimanche de décembre.
La foire a de nombreux stands qui vendent des objets d’artisanat et des biens de seconde main.
Elle se tient pour le bénéfice des écoles de Thorndon (en).
Elle a pris sa place pendant de nombreuses années et est l’un des principaux évènements de la communauté, qui se déroule à Thorndon.
Une partie de Tinakori Road et Hill Street sont alors fermées durant la période de la foire.
Le Westphalie Stadium (en) de Thorndon est un des lieux de sports les plus importants de la Nouvelle-Zélande.
Le Thorndon Tennis (et Squash) Club, établi au XIXe siècle est un des plus anciens du monde.

## Résidents notables

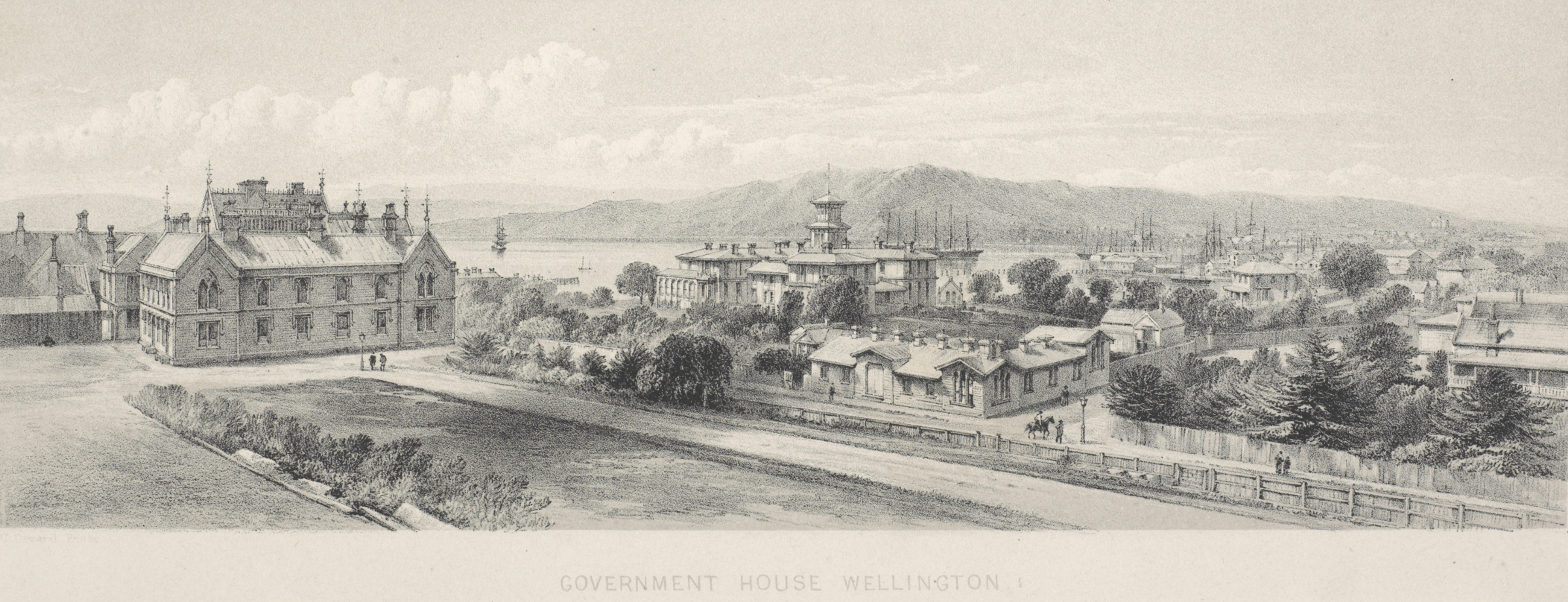
Ancienne maison du Gouvernement à Thorndon
vers 1877 sur le site de Beehive
le bâtiment de l’ancien Parlement est à gauche
sur le site de la bibliothèque du Parlement.

### Ex officio
- Le Gouverneur général de Nouvelle-Zélande au niveau de Bowen Street à partir de 1871 à 1907 quand la Maison du Gouvernement fut reprise par le Parlement à la suite de la destruction du bâtiment du Parlement par le feu (ce bâtiment fut en fait démoli pour ériger le Beehive et une nouvelle résidence du gouvernement (en) construite au niveau de Basin Réserve sur ce qui est maintenant le site de Beehive.
- Le Premier ministre de Nouvelle-Zélande au niveau de résidence du premier ministre au 260 Tinakori Road
- Le Speaker
- L'Archevêque anglican de Wellington (en)
- L'Archevêque catholique de Wellington et des Métropolitains de Nouvelle-Zélande

### Citoyens privés

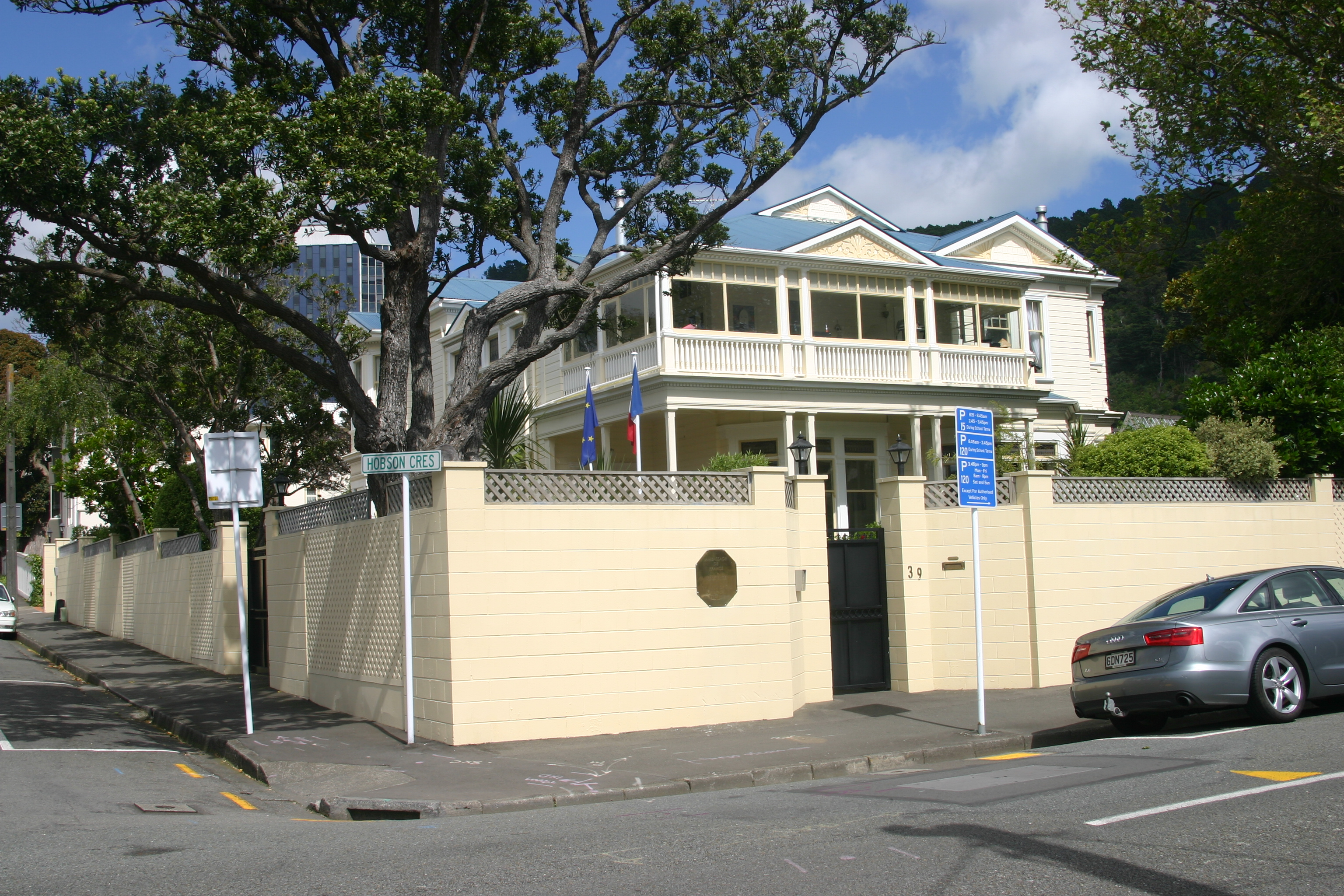
Résidence de l’Ambassadeur de France.

Hobson Street
- Charles Abraham  évêque de Wellington (en)
- Alfred Brandon (en) homme politique
- Alfred Brandon (en) maire
- Alfred Brandon (lawyer)texte=Alfred Brabon (en) homme de lois
- William Henry Clayton (en)
- Charles Clifford
- John Duncan (en) (1839–1919) maintenant le site de la haute commission de l’Australie
- Robert Hart (en): homme politique
- Charles Beard Izard (en)

- Jacob Joseph (en): commerçant
- Arthur Myers (en), Ministre du Cabinet[7].

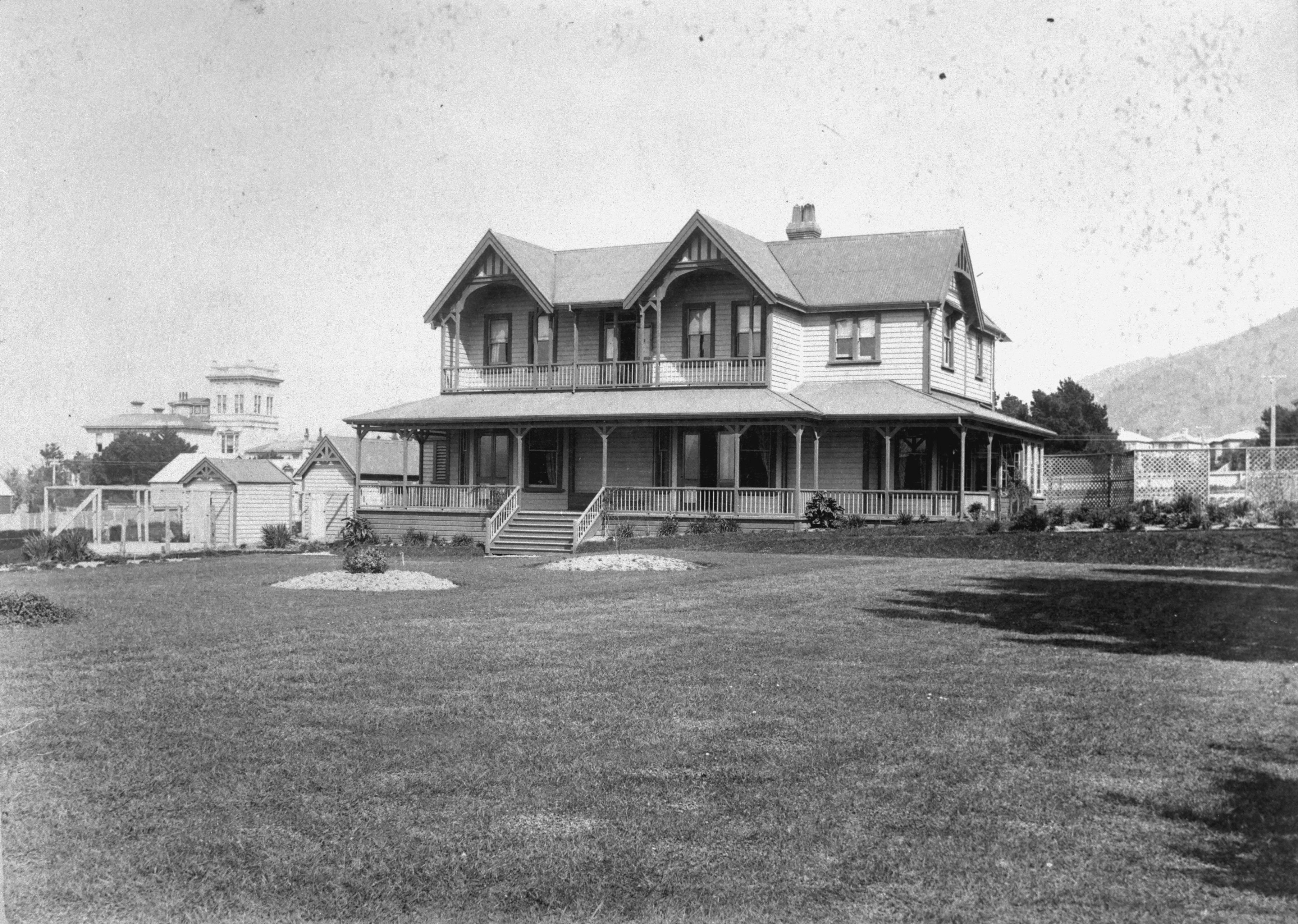
Maison de Robert Pharazyn
La tour T C Williams est dans l’arrière plan.

- Joseph Nathan (en) marchand, fondateur de la firme pharmaceutique Glaxo maintenant GlaxoSmithKline
- Evelyn Margaret Page (en)
- Robert Pharazyn (en) marchand et propriétaire terrien
- William Pharazyn (en) marchant et propriétaire
- Robert Stains (en)
- Thomas Coldham Williams (en) (1825–1912), propriétaire maintenant à Queen Margaret College

Tinakori Road
- Harold Beauchamp (en) banquier
- Elsdon Best (en)
- le maire Georges Hunter (en)
- Walter Woods Johnston (en)
- Nathaniel Levin (en) marchant

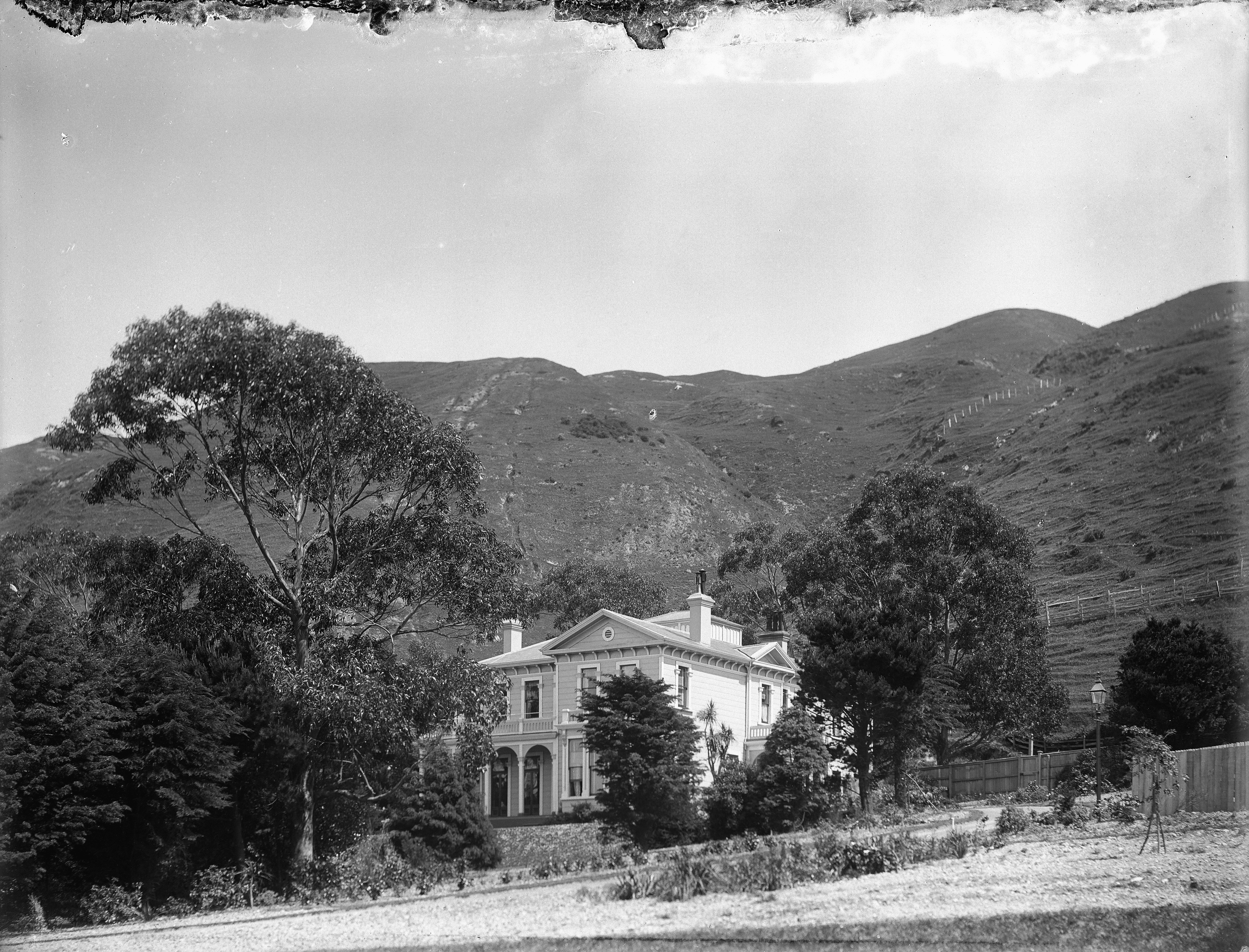
Maison de W H Levin dans Tinakori Road.

- William Levin (en): marchand et propriétaire maintenant du Pendennis, 15 Burnell Avenue
- Douglas Lilburn Ascot Street
- Katherine Mansfield tous les deux place de naissance de (en) et sa résidence  de famille Beauchamp (en) après 1898 au 75 Tinakori Road — détruite pour faire le circuit de voiture
- Andrew Todd (New Zealand) (en)

Fitzherbert Terrace

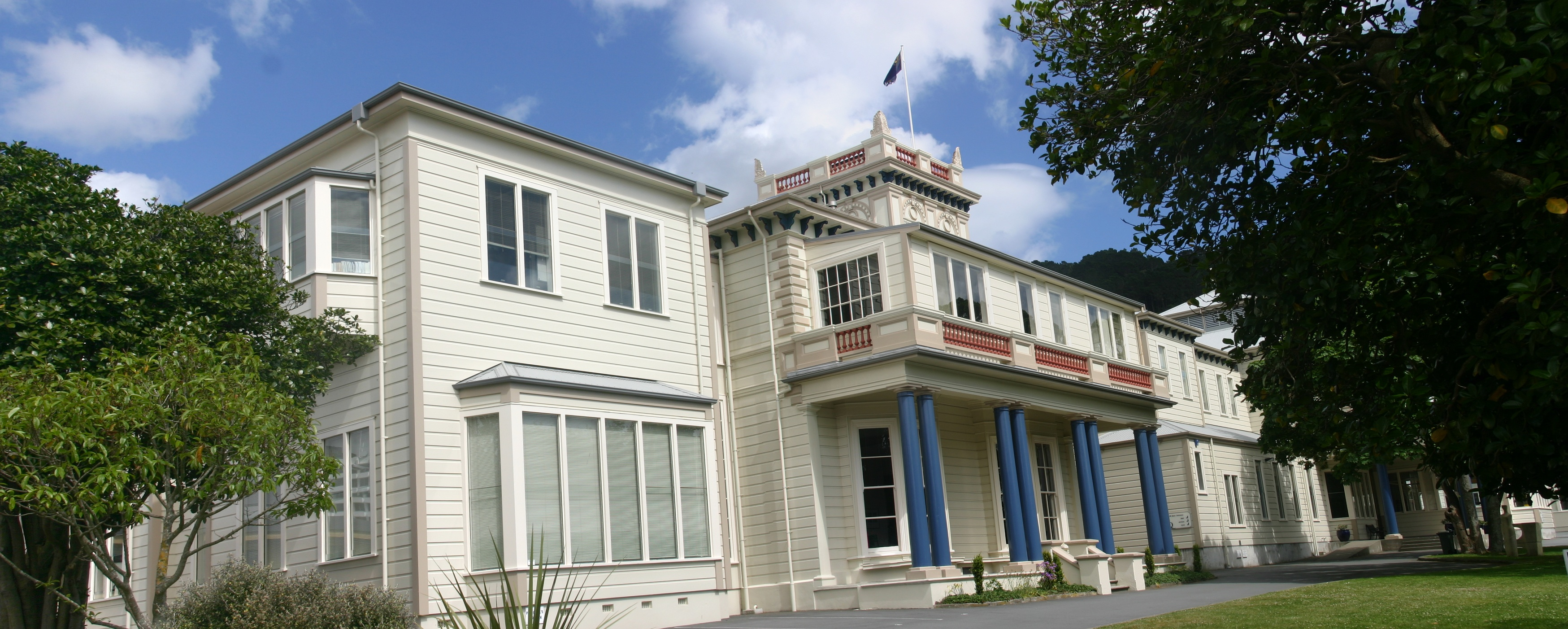
Queen Margaret College 2012
T C La maison William avait plus de 30 pièces.

- John Johnston (New Zealand politician) (en) marchand et propriétaire, ‘driveway Katherine Avenue, Queen Margaret College and Thorndon tennis club courts

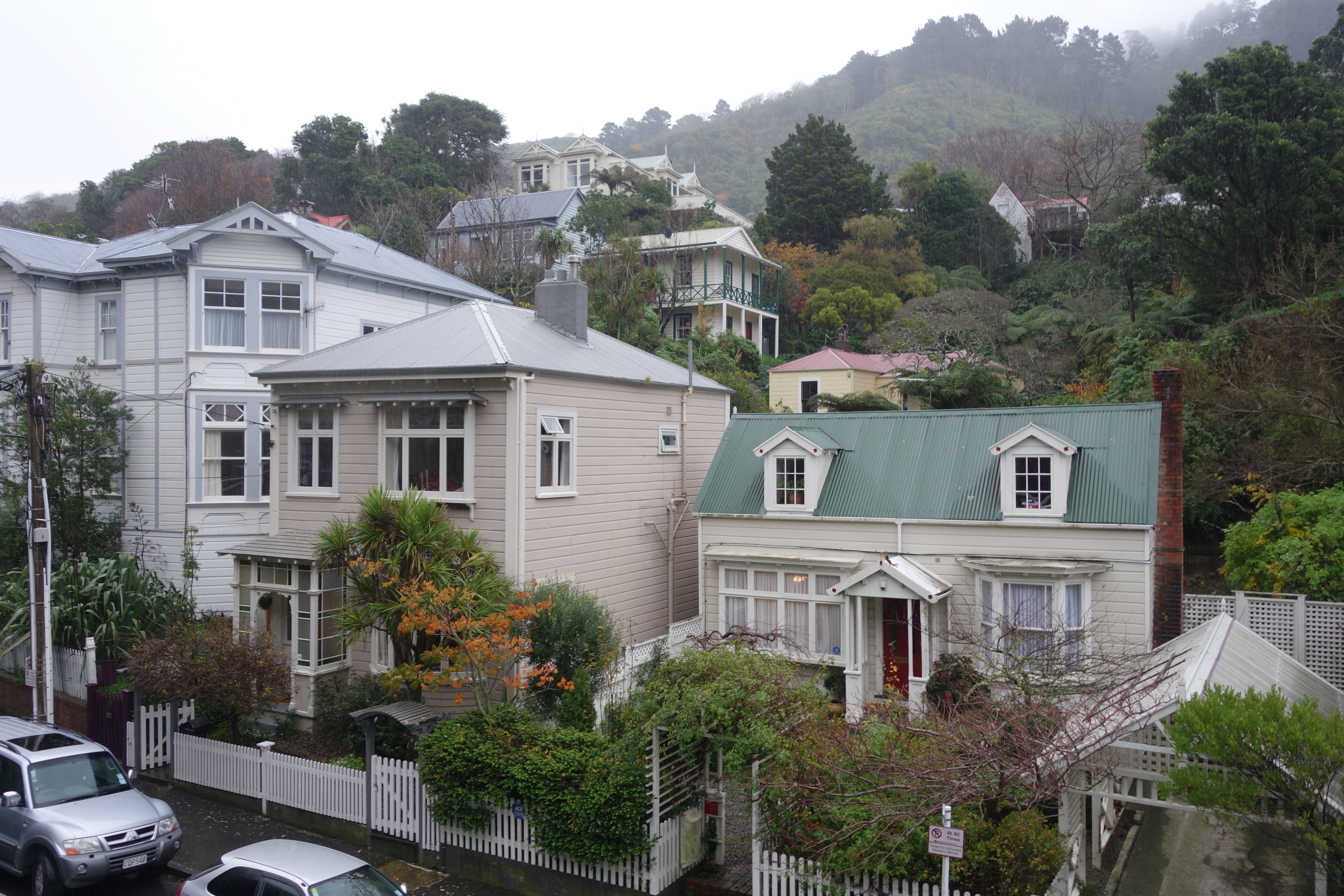
Sydney Street West. Le cottage de Rita Angus avec un toit rouge et des murs jaunes.

Hill Street
- Charles Hayward Izard (en)
- Jonas Woodward (en)

Sydney Street West
- Rita Angus

Bowen Street
- Alexander Turnbull (en)

Murphy Street
- Arthur Donald Stuart Duncan (en)
- Robin Cooke (en) prit le nom de la banlieue quand il fut élevé à la pairie à vie.

Thorndon Quay
- George Friend (en)

De nombreuses ambassades, de hautes commissions et des consulats sont localisés dans la banlieue de Thorndon comprenant les représentations des ambassades des États-Unis, de Chine, de Cuba, d'Allemagne, d'Italie, des Philippines, de Thaïlande et de Turquie, les High Commissions de l’Australie, du Royaume-Uni, du Canada, des Îles Cook, des Fidji, de l'Inde, et de Niue et les consulats-généraux de Norvège et Suède.

### Esplanade de Thorndon
Le Wellington's Show Walk.

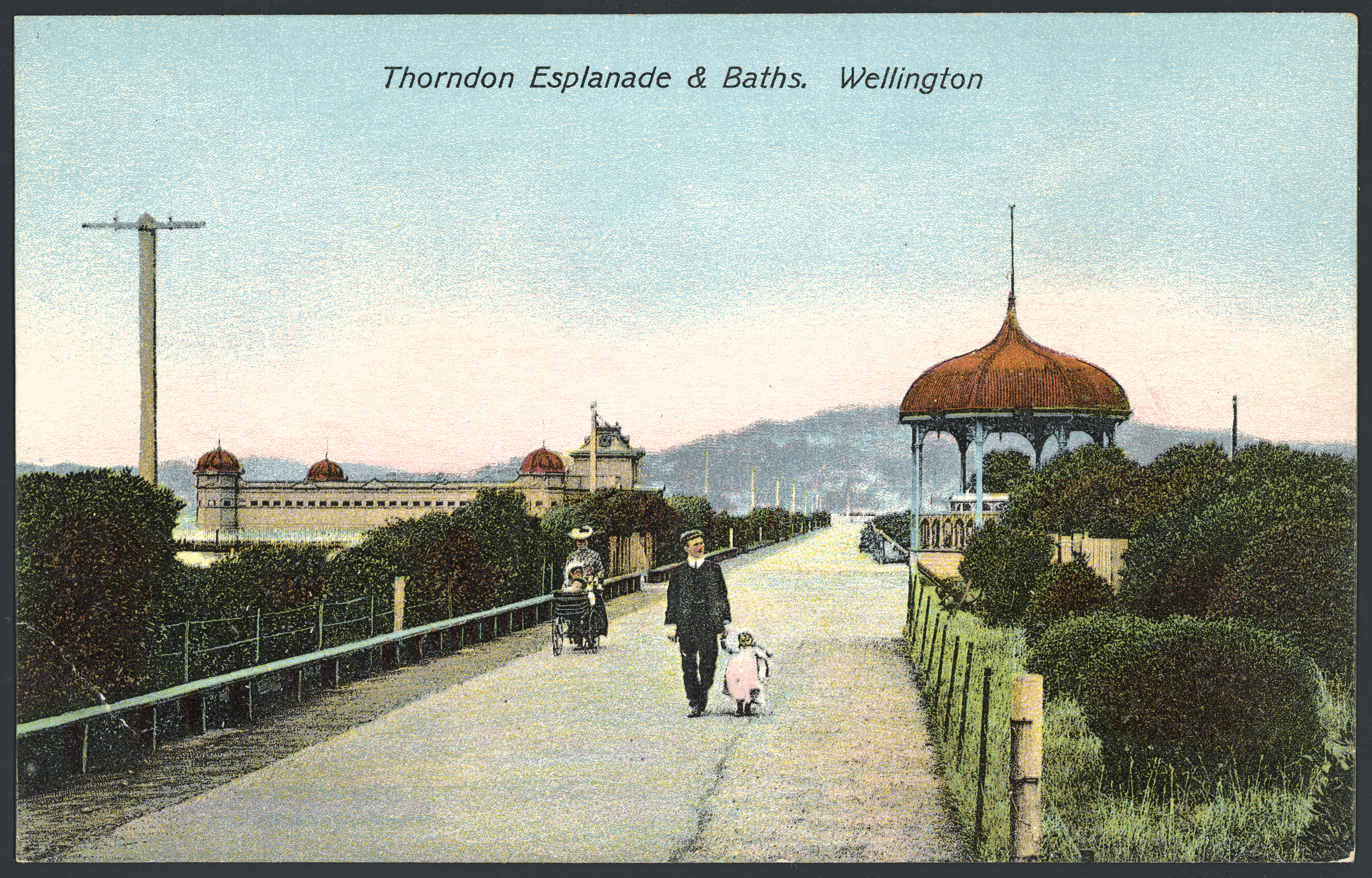
Esplanade de Thorndon vers 1905.

L’Esplanade de Thorndon avec ses bassins et ses bosquets siège à côté de Aotea Quay.
Sa rotonde pour les orchestres fut envoyée à Central Park en 1921.
Construite à la fin des années 1880 à la demande de la compagnie de chemin de fer de Manawatu (en), qui avait tenté de mettre en place une présentation de la mode, mais qui n’a pas survécu à la Première Guerre Mondiale.
Il était devenu sale et peu recommandable, souffrant de l’augmentation de l’activité dans un secteur à proximité du terrain, enfumé du chemin de fer tout proche.
Les amoureux semblaient monopoliser les jardins dans la soirée .
Les bassins d’eau salée furent fermés en 1920 et les superstructures déplacées vers Evans Bay pour y être dressées et recouvertes.
De nouveaux bassin ouvrirent dans Murphy Street ennovembre 1924 avec certains horaires pour permettre les bains mélangés , .
- La gare de chemin de fer de gare de Wellington (en), ouverte en  1937,
- la gare de station de Pipitea Point station (en) incendiée en 1878,
- la station de Thorndon (en) 1937
- et la gare de station de Lambton (en) (démolie en 1937)